# Алессано
Алессано (итал. Alessano) — коммуна в Италии, расположена в области Апулия, подчинена административному центру Лечче.
Население коммуны, на 01.01.2024 года, составляет 6047 человек, плотность населения ─ 213,91 чел./км². Коммуна занимает площадь 28,27 км². 
Почтовый индекс — 73031. Телефонный код — 0833.
Покровителем города почитается святой Трифон Апамейский, день памяти ежегодно отмечается 10 ноября.

## Администрация коммуны
Главой коммуны является мэр Освальдо Стендардо, с 4 октября 2021 года.
Муниципалитет Алессано входит в движение «Соглашение мэров», а также в Ассоциацию «Аутентичные местечки Италии» (итал. Borghi Autentici d'Italia).